# OR5L2
OR5L2 (англ. Olfactory receptor family 5 subfamily L member 2) – білок, який кодується однойменним геном, розташованим у людей на короткому плечі 11-ї хромосоми. Довжина поліпептидного ланцюга білка становить 311 амінокислот, а молекулярна маса — 34 682.
| 10         |  | 20         |  | 30         |  | 40         |  | 50         |
| ---------- |  | ---------- |  | ---------- |  | ---------- |  | ---------- |
| MGKENCTTVA |  | EFILLGLSDV |  | PELRVCLFLL |  | FLLIYGVTLL |  | ANLGMTALIQ |
| VSSRLHTPVY |  | FFLSHLSFVD |  | FCYSSIIVPK |  | MLANIFNKDK |  | AISFLGCMVQ |
| FYLFCTCGVT |  | EVFLLAVMAY |  | DRFVAICNPL |  | LYMVTMSQKL |  | RVELTSCCYF |
| CGTVCSLIHS |  | SLALRILFYR |  | SNVINHFFCD |  | LPPLLSLACS |  | DVTVNETLLF |
| LVATLNESVT |  | IMIILTSYLL |  | ILTTILKIHS |  | AESRHKAFST |  | CASHLTAITV |
| SHGTILYIYC |  | RPSSGNSGDV |  | DKVATVFYTV |  | VIPMLNPLIY |  | SLRNKDVNKA |
| LRKVMGSKIH |  | S          |  |            |  |            |  |            |

A: Аланін

C: Цистеїн

D: Аспарагінова кислота

E: Глутамінова кислота

F: Фенілаланін

G: Гліцин

H: Гістидин

I: Ізолейцин

K: Лізин

L: Лейцин

M: Метіонін

N: Аспарагін

P: Пролін

Q: Глутамін

R: Аргінін

S: Серин

T: Треонін

V: Валін

Кодований геном білок за функціями належить до рецепторів, g-білокспряжених рецепторів, білків внутрішньоклітинного сигналінгу. 
Локалізований у клітинній мембрані, мембрані.